# Teziutlán
Teziutlán – miasto w Meksyku, w stanie Puebla.